# 海南医科大学
海南医科大学，为中華人民共和國海南省海口市的一个公立高校。 

## 历史沿革
学校前身为创立于1947年的海强医事技术学校和创立于1948年的私立海南大学医学院。
1993年，以海南大学医学部为基础，成立海南医学院。
2020年12月22日，海南省教育厅发布公示，公布省高等学校设置评议委员会评议结果，决定拟同意海南医学院更名海南医科大学，提交省政府审核后报教育部审批。
2024年5月中华人民共和国教育部批准同意更名为海南医科大学。

## 二级学院
- 基础医学与生命科学学院（基础医学研究院）
- 第一附属医院（第一临床学院）
- 第二附属医院（第二临床学院）
- 临床学院
- 药学院
- 中医学院（中医临床学院）
- 管理学院（海南省医疗保障研究院）
- 公共卫生学院
- 国际护理学院
- 口腔医学院（附属口腔医院）
- 热带医学院（一带一路热带医学研究院、检验医学院）
- 生物医学信息与工程学院（生物医药健康大数据中心）
- 急诊创伤学院（国家紧急救援队）
- 国际教育学院
- 儿科学院
- 全科医学与继续教育学院
- 马克思主义学院(人文社会科学部）
- 外语部
- 体育部
- 西英格兰学院[6]

## 直属附属医院
海南医学院第一附属医院

## 科研成果
谭光宏PI团队裡的张立明設計製備一種奈米材料，並將研究投稿於《ACSAppliedMaterials&Interfaces》。此材料可殺死腫瘤細胞，具有螢光可以追蹤，並能夠降解後從體內排出。